# 1559
Відродження •  Реформація •  Доба великих географічних відкриттів •  Ганза

## Геополітична ситуація
Османську державу очолює Сулейман I (до 1566). Імператором Священної Римської імперії є Фердинанд I Габсбург (до 1564). У Франції королює Франциск II Валуа (до 1560).
Середню частину Апеннінського півострова займає Папська область. Неаполітанське королівство на півдні захопила Іспанія. Венеційська республіка залишається незалежною, Флорентійське герцогство, Генуя та герцогство Міланське входять до складу Священної Римської імперії.
Королем Іспанії є Філіп II. В Португалії королює Себаштіан I (до 1578). Королевою Англії є Єлизавета I (до 1603). Королем Данії та Норвегії — Фредерік II (до 1588). Королем Швеції — Густав I Ваза (до 1560). Королем Угорщини та Богемії є римський король Фердинанд I Габсбург (до 1564). Королем Польщі та Великим князем литовським є Сигізмунд II Август (до 1572). Московське князівство очолює Іван IV (до 1575).
Галичина входить до складу Польщі. Волинь та Придніпров'я належить Великому князівству Литовському.
На заході євразійських степів існують Кримське ханство, Ногайська орда. Єгиптом володіють турки. Шахом Ірану є сефевід Тахмасп I. У Китаї править династія Мін. Значними державами Індостану є Імперія Великих Моголів, Біджапурський султанат, Віджаянагара. В Японії триває період Муроматі.
Триває підкорення Америки європейцями. На завойованих землях ацтеків існує віцекоролівство Нова Іспанія, на колишніх землях інків — Нова Кастилія.

## Події

### В Україні
- 2 липня. Декілька турецьких документів згадують про атаку, здійснену «Дмитрашкою і невірними» на фортецю Азов[1]
- Вересень. За повідомленням Алі-Реїса, адмірала турецького флоту, Вишневецький вдруге взяв в облогу Азов, а його ескадра здійснила атаку на Керч[2]
- Письмова згадка про Кельменці, Вовковинці (Деражнянський район), Лісоводи — спустошене татарами.
- Заснована Верхня Яблунька (Турківський район).

### У світі

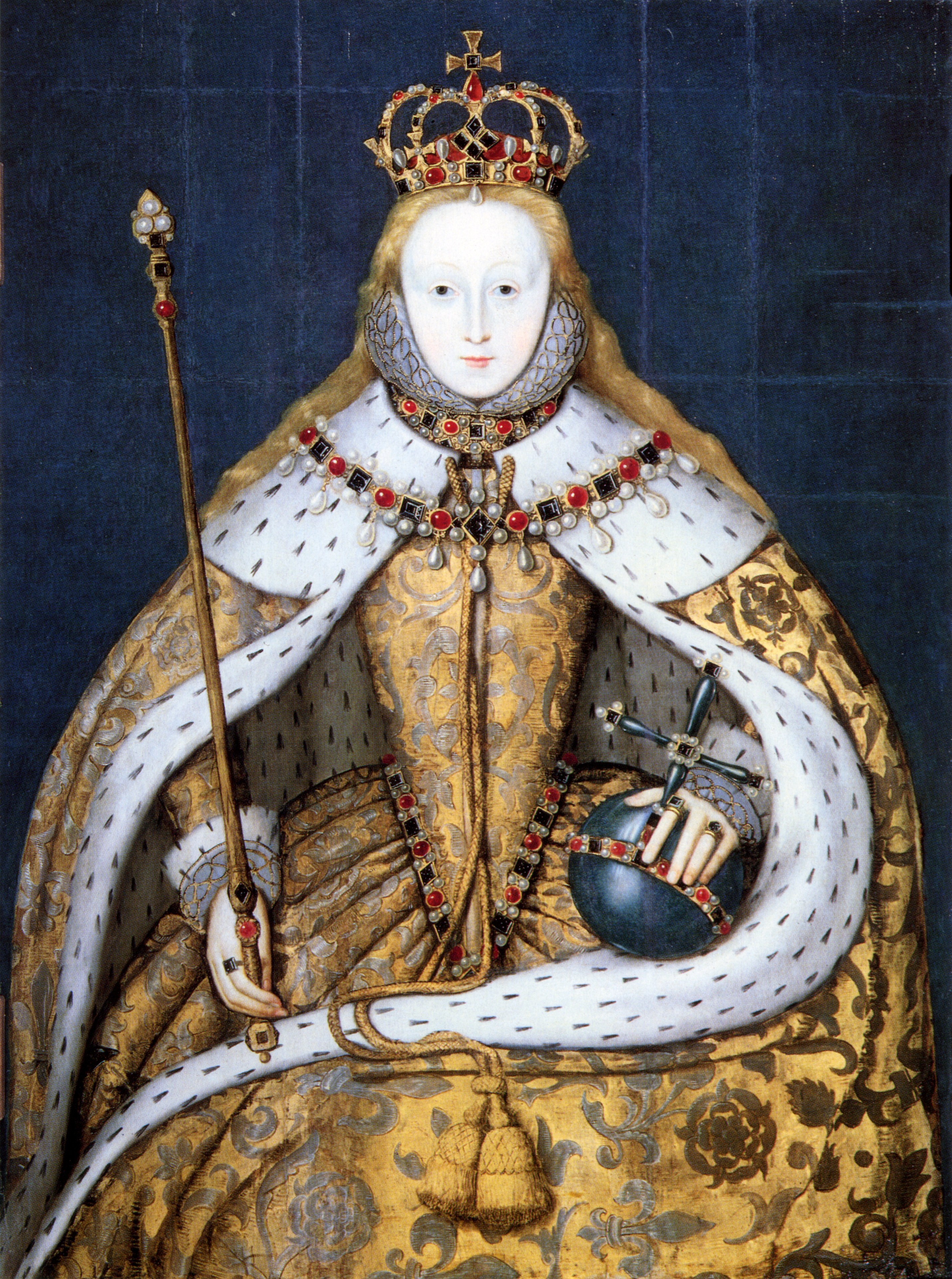
Єлизавета I на коронації.

- Великий магістр Лівонського ордену Готтгард Кеттлер домовився з Москвою про перемир'я в Лівонській війні. Москві тоді загрожували кримські татари.
- 15 січня, через два місяці після смерті своєї сестри, королеви Англії Марії I, її зведена сестра, 25-річна Єлизавета, дочка Генріха VIII і Анни Болейн, коронувалася у Вестмінстерському абатстві в Лондоні як королева Єлизавета I.
- 3 квітня підписанням Като-Камбрезького миру іспанським королем Філіпом II і французьким королем Генріхом II закінчилась війна між Францією та Італією, що розпочалась у 1557 році. Франція поступилася усіма своїми володіннями в Італії, але зберегла завоювання в Нідерландах та відвойоване в англійців місто Кале.
- У Франції королівський едикт установив смерту кару за єресь.
- Після загибелі Генріха II від ран, отриманих на турнірі, королем Франції став його син Франциск II Валуа.
- 25 грудня, після смерті Павла IV, новим папою під іменем Пій IV обрано Джованні Анджело Медичі.
- Королем Данії став Фредерік II
- Після загибелі Ґелавдевоса у битві з мусульманами, негусом Ефіопії став його брат Мінас.
- У Японії Ода Нобунаґа заволодів майже всією провінцією Оварі.
- Засновано перше європейське поселення в Флориді — Пенсаколу.

## Народились
Докладніше: Народилися 1559 року

## Померли
Докладніше: Померли 1559 року
- 30 березня — на 68-му році життя помер Адам Різе, німецький математик.
- 10 липня — на 41-му році життя помер Генріх II, король Франції з 1547 року.
- 5 листопада — В Кіото у віці 83-х років помер японський художник Кано Мотонобу, один із творців школи декоративного живопису Кано.